# Gerard Spong

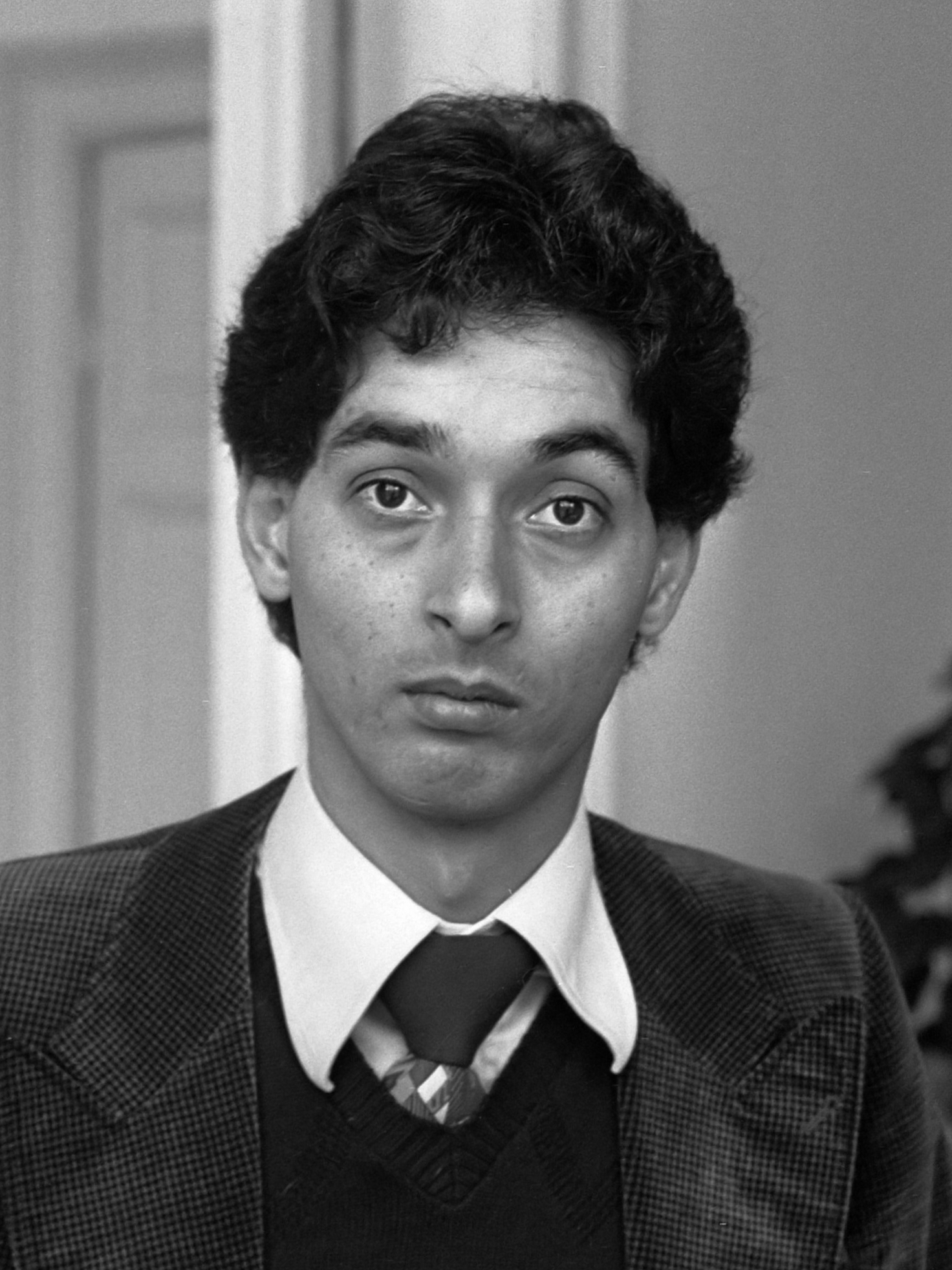
Gerard Spong in 1977

Gerard Spong (Paramaribo, 9 juni 1946) is een Nederlandse advocaat. Hij is gespecialiseerd in het strafrecht en verbonden aan het kantoor Spong Advocaten, gevestigd aan de Keizersgracht in Amsterdam. Spong behandelt zelf strafzaken en is gespecialiseerd in cassatiezaken. Daarnaast treedt hij op in medische tuchtzaken en Antilliaanse strafzaken.

## Levensloop
Spong groeide op in Suriname en verhuisde in 1962 naar Oegstgeest in Nederland. Vanaf 1967 studeerde hij in Amsterdam. Aanvankelijk politicologie en later rechten. In 1973, na zijn afstuderen, keerde hij terug naar Paramaribo waar hij werd beëdigd als advocaat. In 1976 vestigde hij zich opnieuw in Amsterdam. Met Mischa Wladimiroff startte hij het advocatenkantoor Wladimiroff & Spong Advocaten. Ondertussen specialiseerde hij zich in het strafrecht.
In 1978 viel hij voor het eerst op. Spong verdedigde Knut Folkerts, Christof Wackernagel en Gert Schneider, drie leden van de Rote Armee Fraktion, die in 1977 in Nederland waren gearresteerd en in Maastricht gevangen zaten. De drie gingen in beroep tegen een uitleveringsverzoek van West-Duitsland en wilden als politiek vluchteling worden beschouwd. Uiteindelijk werden ze in oktober 1978 naar Duitsland overgebracht.
Spong behandelde diverse geruchtmakende zaken, waarbij hij media-aandacht niet schuwde. Hij verdedigde in 1982 de verdachte van een moord op een zevenjarige scholiere, en pleitte in 1984 voor gratie voor de ernstig zieke meesterkraker Aage Meinesz. In 1985 stond hij een Haagse huisarts bij die beschuldigd werd van moord op vier bejaarden in het bejaardencentrum De Terp. De man vond dat hij euthanasie had uitgevoerd. Na een eis van acht jaar cel werd hij in 1985 tot een jaar gevangenisstraf veroordeeld. In 1986 werd hij in hoger beroep vrijgesproken, omdat het schriftelijk bewijsmateriaal niet rechtmatig zou zijn verkregen.
In 1996 verdedigde Spong drugshandelaar Koos Reuvers in de zogenaamde Octopuszaak. Hij stond voetballer Patrick Kluivert bij toen deze werd beschuldigd van verkrachting, en was de advocaat van een man uit Diemen die zijn zoon vermoord had en twee andere kinderen ernstig verwond. In 1998 was hij de advocaat van een voormalige rechercheur van de Criminele Inlichtingendienst die meineed zou hebben gepleegd ten overstaan van de parlementaire enquêtecommissie opsporingsmethoden. Later verdedigde hij onder meer verdachte Cees Borsboom in de zaak van de Schiedammer parkmoord en Julien Constancia, die veroordeeld werd wegens de moord op Jesse Dingemans.
In 2000 startte Spong samen met Oscar Hammerstein het advocatenkantoor Spong Advocaten. Hammerstein was een aantal jaren eerder verdedigd door Spong, toen hij werd verdacht van betrokkenheid bij de criminele organisatie van Verhoek en het witwassen van drugsgelden. Het duo probeerde betrokkenen rond de mislukte beursgang van World Online aan te pakken en deed een week na de moord op Pim Fortuyn aangifte tegen Thom de Graaf, Bas Eenhoorn, Rob Oudkerk, Marcel van Dam, Matty Verkamman en de redactie van NRC Handelsblad wegens aanzetten tot haat jegens Fortuyn. Spong en Hammerstein werden in deze zaak niet-ontvankelijk verklaard, omdat zij geen "rechtstreeks belanghebbenden" waren.
In januari 2008 stelde Spong in het programma NOVA College Tour naar aanleiding van een vraag van een student voor om aangifte te doen tegen "haatzaaiende" uitspraken van politicus Wilders. De medewerking van Spong vloeide volgens eigen zeggen vooral voort uit de uitspraak van Wilders dat de helft van wat in de koran staat, fascistisch is. Nadat het Openbaar Ministerie besloot Wilders niet te vervolgen, spande Spong een artikel 12 Sv-procedure aan bij het Amsterdams gerechtshof. Het hof dwong het OM alsnog tot vervolging over te gaan. Naar aanleiding van de zaak werd Spong in verschillende mails met de dood bedreigd. Hij kreeg vervolgens politiebeveiliging.
In het voorjaar van 2009 was Spong advocaat in het zesdelige AVRO-programma Advocaat van de duivel. In dit programma verdedigde Spong Osama bin Laden. Bin Ladens rol in 9/11 zou een product van westerse propaganda zijn, volgens Spong, die verder betoogde: "Al-Qaida bestaat gewoon niet. Al-Qaida is bedacht om zo Osama bin Laden te kunnen beschuldigen van leiding geven aan een wereldwijde criminele organisatie. Al-Qaida is een spookbeeld."

## Spong en Suriname
Spong heeft een bijzondere relatie met Suriname. Hij is er opgegroeid en startte er zijn carrière als advocaat. In 1980 verdedigde hij in Paramaribo een aantal tegenstanders van toenmalig dictator, Desi Bouterse, die voor de krijgsraad moesten verschijnen. Spong werd op een avond plotseling door de militairen van Bouterse in zijn kamer in Hotel Torarica gearresteerd en overgebracht naar Fort Zeelandia, het hoofdkantoor van Bouterse. Spong werd hier ondervraagd door Bouterse en Roy Horb en na elf uur weer vrijgelaten. Hierna moest hij Suriname halsoverkop verlaten.
Vanaf 2000 adviseerde hij pro Deo de Surinaamse justitie bij het onderzoek naar de Decembermoorden in 1982. Spong was bevriend met Kenneth Gonçalves, John Baboeram, Eddy Hoost en Harold Riedewald, advocaten die slachtoffer werden in deze zaak. In april 2006 werd hij benoemd tot adviseur van het Surinaams Openbaar Ministerie voor het Decembermoorden strafproces. In de media uitte hij diverse keren de beschuldiging dat Bouterse direct betrokken was bij de Decembermoorden en dat Bouterse zich bezighield met drugshandel. In november 2007 werd hij door Chan Santokhi, de toenmalige Surinaamse minister van Justitie, gemaand deze uitlatingen enkel op persoonlijke titel te doen en niet als adviseur van het Surinaams Openbaar Ministerie. Spong legde daarop het adviseurschap neer.
Spong heeft herhaaldelijk gezegd iedereen te willen verdedigen, behalve Desi Bouterse.

## Blauwe ballen en andere verkrachtingsmythes
In maart 2025 kwam Spong in opspraak door uitspraken die hij deed in de VPRO-documentaire Blauwe ballen en andere verkrachtingsmythes. In deze documentaire van Sunny Bergman laat zij in persoonlijke overdenkingen over haar eigen ervaringen met seksueel geweld en in openhartige gesprekken met slachtoffers en (potentiële) daders, zien hoe we als maatschappij omgaan met seksueel geweld.
In deze documentaire werd aan Spong gevraagd of de nieuwe wetgeving seksuele misdrijven te streng is, waarop hij antwoordde dat sinds 1 juli (2024) alle seksueel actieve mannen proefkonijn zijn en dat het hem in zedenzaken altijd opvalt "dat vrouwen, als het gaat om man-vrouwverhoudingen, zich toch snel laten verkrachten. Ze geven gauw hun verzet op." Op de vervolgvraag hoe hij deze problemen zou oplossen, zei hij "Nou ja, ik heb het idee dat een goed weerbare vrouw, .... die zal denk ik het aantal verkrachtingen drastisch doen afnemen." Tevens zei Spong dat de oude wetgeving duidelijker is, omdat verkrachtingen worden gedefinieerd als "seks met geweld" en dat begrippen als "geweld" en "dwang" makkelijker in te vullen zijn dan "toestemming". Op de reactie die hierop kwam, waarin werd gesteld dat vrouwen heel vaak bevriezen in dit soort situaties,  bevestigde Spong dit met de toevoeging dat dit de reden is dat hij voor een weerbare vrouw is die niet meer bevriest. 
Als reactie op de uitspraken van Spong werd er op 3 april 2025 een paginagrote advertentie in het AD gezet met de tekst "Beste Gerard*, het ligt niet aan de vrouwen. Groet, 1422 donateurs en vele andere medestanders." en een QR-code. De QR-code verwijst naar de online pagina https://victimblaming.info/.
Het AD vroeg Spong om een reactie, welke hij via Whatsapp gaf: "Voel me vereerd met de aandacht.” "Zal op een door mij gekozen tijdstip en plaats reageren. Daarbij zal ik uiteraard aandacht besteden aan de context waarin dit geïsoleerde bericht is opgekomen en voorbij wordt gegaan aan de implicaties van de nieuwe wetgeving.” De advocaat wil er later dus nog eens op terug komen.

## Persoonlijk
Spong is een neef van Pim de la Parra en heeft evenals De la Parra een Surinaams Joods-sefardische achtergrond. In het programma Verborgen verleden bleek dat hij een afstammeling is van Karel II van Engeland. Hij is lid van de European Criminal Bar Association. Spong is biseksueel. Hij heeft geruime tijd een vaste relatie met zijn vriend, met wie hij een geregistreerd partnerschap is aangegaan. Uit een eerdere relatie met een vrouw heeft Spong één zoon. Hij is benoemd tot Officier in de Orde van Oranje Nassau.

## Muzikant en schrijver
- Tijdens zijn studententijd maakte Spong als drummer enige tijd deel uit van het bandje The Demons, dat een bescheiden hit had met een cover van de Calypso-klassieker "Big Bamboo".
- Gerard Spong speelt harp.
- Hij publiceert juridische fictie in de serie Charles Fitzroy Spinning-thillers: 'De breuk' (2013), ‘De Uitvaartverzorger’ (2016)